# پارکلند (واشینگتن)
پارکلند (به انگلیسی: Parkland) یک منطقهٔ مسکونی در ایالات متحده آمریکا است که در شهرستان پیرس، واشینگتن واقع شده‌است. پارکلند ۱۹٫۱ کیلومتر مربع مساحت و ۳۵٬۸۰۳ نفر جمعیت دارد و ۱۱۵ متر بالاتر از سطح دریا واقع شده‌است.